# 2005 en handball
| Années du handball : 2002 - 2003 - 2004 - 2005 - 2006 - 2007 - 2008    |
| Décennies du handball : 1970 - 1980 - 1990 - 2000 - 2010 - 2020 - 2030 |

Cet article présente les faits marquants de l'année 2005 en handball.

## Par mois
- 19 janvier : décès accidentel de la joueuse hongroise Anita Kulcsár.
- Du 23 janvier au 6 février : Championnat du monde masculin en Tunisie. L'Espagne enlève son premier titre mondial de handball en s'imposant 40-34 en finale face à la Croatie. La France accroche le bronze alors que Jackson Richardson tire sa révérence.
- 7 mai : le FC Barcelone remporte la Ligue des champions devant le BM Ciudad Real en gagnant le match retour par 29-27, le match aller ayant été gagné par Ciudad Real par 28-27.
- Du 5 au 18 décembre : Championnat du monde féminin en Russie. En finale, les russes s'imposent 28 à 23 face aux roumaines. Les Hongroises complètent le podium

## Par compétitions

### Championnat du monde masculin
La 19e édition du Championnat du monde masculin a eu lieu en Tunisie du 23 janvier au 6 février 2005.
| \| \| Espagne \| \| \| Médaille d'or, monde \| \| Croatie \| \| \| Médaille d'argent, monde \| France \| \| Médaille d'argent, monde \| Médaille de bronze, monde \| | Statistique et récompenses - Meilleur joueur : Ivano Balić Croatie - Meilleur buteur : Wissem Hmam, Tunisie, 81 buts - Gardien : Arpad Šterbik, Serbie-et-Monténégro - Ailier gauche : Édouard Kokcharov, Russie - Arrière gauche : Wissem Hmam, Tunisie - Demi-centre : Ivano Balić, Croatie - Pivot : David Juříček, Rép. tchèque - Arrière droit : Mateo Garralda, Espagne - Ailier droit : Mirza Džomba, Croatie |
| | Espagne |
| | Médaille d'or, monde |
| Croatie | |
| Médaille d'argent, monde | France |
| Médaille d'argent, monde | Médaille de bronze, monde |

### Championnat du monde féminin
La 17e édition du Championnat du monde féminin a eu lieu en Russie du 5 au 18 décembre 2005.
| \| \| Russie \| \| \| Médaille d'or, monde \| \| Roumanie \| \| \| Médaille d'argent, monde \| Hongrie \| \| Médaille d'argent, monde \| Médaille de bronze, monde \| | Statistique et récompenses - Meilleure joueuse : Lioudmila Bodnieva, Russie - Meilleures marqueuses : Tanja Logvin, Autriche et Nadine Krause, Allemagne, 60 buts - Gardienne : Luminița Dinu-Huțupan, Roumanie - Ailière gauche : Valentina Neli Ardean Elisei, Roumanie - Arrière gauche : Pearl van der Wissel, Pays-Bas - Demi-centre : Anita Görbicz, Hongrie - Pivot : Lioudmila Bodnieva, Russie - Arrière droite : Grit Jurack, Allemagne - Ailière droite : Woo Sun-hee, Corée du Sud |
| | Russie |
| | Médaille d'or, monde |
| Roumanie | |
| Médaille d'argent, monde | Hongrie |
| Médaille d'argent, monde | Médaille de bronze, monde |

## Meilleurs handballeurs de l'année 2005
En janvier 2006, la Fédération internationale de handball (IHF) via le World Handball Magazine (WHM) lance l'élection des meilleurs handballeurs de l'année 2005. Si les internautes sont libres de voter pour le joueur et la joueuse de leur choix, une pré-sélection est proposée :
- femmes : Luminița Dinu-Huțupan (ROM), Valentina Ardean-Elisei (ROM), Pearl van der Wissel (NED), Anita Görbicz (HUN), Grit Jurack (GER), Woo Sun-hee (KOR) et Lioudmila Bodnieva (RUS) ;
- hommes : Édouard Kokcharov (RUS), Ivano Balić (CRO), Mateo Garralda (ESP), Mirza Džomba (CRO), David Juříček (CZE) et Arpad Šterbik (SCG).

En mai 2006, les résultats sont dévoilés par l'IHF, :
| Rang | Joueuse                 | Nationalité     | Club(s)            | Poste            | %       |
| ---- | ----------------------- | --------------- | ------------------ | ---------------- | ------- |
| 1    | Anita Görbicz           | Hongrie         | Győri ETO KC       | Demi-centre      | 42,75 % |
| 2    | Luminița Dinu-Huțupan   | Roumanie        | RK Krim Ljubljana  | Gardienne de but | 21,01 % |
| 3    | Valentina Ardean-Elisei | Roumanie        | ŽRK Knjaz Miloš    | Ailière gauche   | 17,44 % |
| 4    | Pearl van der Wissel    | Pays-Bas        | GOG Håndbold       | Arrière gauche   | 05,21 % |
| 5    | Lioudmila Bodnieva      | Russie          | RK Krim Ljubljana  | Pivot            | 04,89 % |
| 6    | Grit Jurack             | Allemagne       | Viborg HK          | Arrière droite   | 03,80 % |
| 7    | Woo Sun-hee             | Corée du Sud    | Wonderful Samcheok | Ailière droite   | 02,29 % |
| 8    | Autres joueuses         | Autres joueuses | Autres joueuses    | Autres joueuses  | 02,61 % |

| Rang | Joueur            | Nationalité          | Club(s)                  | Poste          | %       |
| ---- | ----------------- | -------------------- | ------------------------ | -------------- | ------- |
| 1    | Arpad Šterbik     | Serbie-et-Monténégro | BM Ciudad Real           | Gardien de but | 22,50 % |
| 2    | Ivano Balić       | Croatie              | Portland San Antonio     | Demi-centre    | 21,14 % |
| 3    | Mirza Džomba      | Croatie              | BM Ciudad Real           | Ailier droit   | 17,20 % |
| 4    | Mateo Garralda    | Espagne              | Portland San Antonio     | Arrière droit  | 13,47 % |
| 5    | Wissem Hmam       | Tunisie              | ES Tunis, Montpellier HB | Arrière gauche | 08,46 % |
| 6    | Édouard Kokcharov | Russie               | RK Celje                 | Ailier gauche  | 07,57 % |
| 7    | David Juříček     | Rép. tchèque         | Montpellier Handball     | Pivot          | 03,93 % |
| 8    | Autres joueurs    | Autres joueurs       | Autres joueurs           | Autres joueurs | 05,73 % |

À noter que par rapport à la pré-sélection, seul le Tunisien Wissem Hmam a obtenu un nombre notable de vote.

## Bilan de la saison 2004-2005 en club

### Coupes d'Europe (clubs)
| Compétition         | Vainqueur      | Finaliste      | Score   |
| ------------------- | -------------- | -------------- | ------- |
| Ligue des champions | FC Barcelone   | BM Ciudad Real | 56 – 55 |
| Coupe de l'EHF      | TUSEM Essen    | SC Magdebourg  | 53 – 52 |
| Coupe des coupes    | CB Ademar León | RK Zagreb      | 68 – 50 |
| Coupe Challenge     | Wacker Thoune  | ABC Braga      | 55 – 53 |

| Compétition         | Vainqueur               | Finaliste                       | Score   |
| ------------------- | ----------------------- | ------------------------------- | ------- |
| Ligue des champions | Slagelse DT             | HC Kometal Gjorče Petrov Skopje | 54 – 43 |
| Coupe de l'EHF      | Cornexi Alcoa           | Győri ETO KC                    | 49 – 46 |
| Coupe des coupes    | Larvik HK               | ŽRK Podravka Koprivnica         | 68 – 53 |
| Coupe Challenge     | TSV Bayer 04 Leverkusen | Cercle Dijon Bourgogne          | 52 – 50 |

### Championnats européens

#### Saison 2004-2005 en France
| Compétition                 | Vainqueur            | Second               | Score   |
| --------------------------- | -------------------- | -------------------- | ------- |
| Championnat de France masc. | Montpellier Handball | Paris Handball       | –       |
| Coupe de France masc.       | Montpellier Handball | Chambéry Savoie HB   | 31 – 22 |
| Coupe de la Ligue masc.     | Montpellier Handball | Paris Handball       | 27 – 21 |
| Championnat de France fém.  | ES Besançon          | HB Metz métropole    | –       |
| Coupe de France fém.        | ES Besançon          | HB Metz métropole    | ?       |
| Coupe de la Ligue fém.      | HB Metz métropole    | Le Havre AC Handball | ?       |

## Décès
- 19 janvier :  Anita Kulcsár (à 28 ans)
- 30 octobre :  Jean-Pierre Etcheverry (à 65 ans)
- 20 novembre :  Thierry Ngninteng (24 ans)